# ميج وايت
ميج وايت (بالإنجليزية: Meg White)‏ (و. 1974 – م) هي مصورة، وموسيقية، وممثلة، وبيركوشنيست من الولايات المتحدة الأمريكية . ولدت في ديترويت، ميشيغان .

## روابط خارجية
- ميغ وايت على موقع IMDb (الإنجليزية)
- ميغ وايت على موقع الموسوعة البريطانية (الإنجليزية)
- ميغ وايت على موقع قاعدة بيانات الأفلام العربية
- ميغ وايت على موقع ألو سيني (الفرنسية)
- ميغ وايت على موقع ميوزك برينز (الإنجليزية)
- ميغ وايت على موقع رولينغ ستون (الإنجليزية)
- ميغ وايت على موقع أول موفي (الإنجليزية)
- ميغ وايت على موقع قاعدة بيانات الأفلام السويدية (السويدية)
- ميغ وايت على موقع إن إن دي بي (الإنجليزية)
- ميغ وايت على موقع أول ميوزيك (الإنجليزية)